# Bedford (division sénatoriale canadienne)
Pour les articles homonymes, voir Bedford.
Ne doit pas être confondu avec Bedford (conseil législatif).
 (décembre 2016).
Si vous disposez d'ouvrages ou d'articles de référence ou si vous connaissez des sites web de qualité traitant du thème abordé ici, merci de compléter l'article en donnant les références utiles à sa vérifiabilité et en les liant à la section « Notes et références ».
Division du Sénat du Canada
Bedford est une division sénatoriale du Canada.

## Géographie
Son territoire correspond approximativement au sud-est de la Montérégie. Il comprend entre autres les villes de Granby et Cowansville.

## Liste des sénateurs
| Mandat | Mandat                                                        | Sénateur                | Parti                     | Nommé par           |
| ------ | ------------------------------------------------------------- | ----------------------- | ------------------------- | ------------------- |
|        | 23 octobre 1867 - 1er janvier 1874                            | Asa Belknap Foster      | Conservateur              | Proclamation royale |
|        | 12 février 1876 - 15 avril 1892                               | Gardner Green Stevens   | Libéral                   | Mackenzie           |
|        | 7 janvier 1896 - 9 février 1910                               | George Barnard Baker    | Libéral-conservateur      | Bowell              |
|        | 14 novembre 1911 - 16 mai 1944                                | Rufus Henry Pope        | Conservateur              | Borden              |
|        | 14 juillet 1944 - 23 septembre 1958                           | Jacob Nicol             | Libéral                   | King                |
|        | 16 novembre 1960 - 28 mars 1985                               | Louis-Philippe Beaubien | Progressiste-conservateur | Diefenbaker         |
|        | 16 avril 1985 - 25 décembre 1994                              | Paul David              | Progressiste-conservateur | Mulroney            |
|        | 21 mars 1995 - 22 avril 2016                                  | Céline Hervieux-Payette | Libéral                   | Chrétien            |
|        | 6 décembre 2016 - 21 juin 2042 (date de retraite obligatoire) | Rosa Galvez             | GSI                       | J. Trudeau          |